# The Criterion
The Criterion var en brittisk litterär tidskrift som utgavs från oktober 1922 till januari 1939. Den utkom under denna period med fyra nummer per år, men var åren 1927–1928 en månatlig tidskrift. The Criterion grundades av poeten, dramatikern och kritikern T.S. Eliot som under hela denna period  var tidskriftens redaktör.
Eliots mål var att skapa en litterär tidskrift ämnad bland annat till att återupprätta en europeisk intellektuell gemenskap. Den första utgåvan, tryckt i 600 exemplar, innehöll Eliots dikt The Waste Land. Under det första året kom bidrag från Luigi Pirandello, Virginia Woolf, Ezra Pound, E. M. Forster och W. B. Yeats. Senare bidragsgivare var bland andra  Wyndham Lewis, Herbert Read, John Middleton Murry,  W. H. Auden, Stephen Spender och Hart Crane.

### Allmänna källor
- T. S. Eliot's Criterion: The Editor and His Contributors, av Herbert Howarth (1950)